# Kalorius-løbet
Kalorius-løbet var et cykelløb, der blev afholdt i Aarhus hvert år fra 1977 til 1982. Løbet var arrangeret af Aarhus Amatør Cykleklub og Carlsberg Depotet i Aarhus for at markedsføre Ny Carlsberg Pilsner med tilnavnet "Kalorius".
Ruten startede ved Brabrand Sø, hvor stien omkring søen løber ud i Søren Frichs Vej. Her fra gik den rundt om søen og gennem Stavtrup til Jens Juuls Vej i Viby, hvor Carlsberg Depotet lå. Ruten var angivet til 15 km.
Efter de to første år blev løbet afholdt som en del af Aarhus Festuge i starten af september med Gunnar "Nu" Hansen som starter. Løbet havde 3-4000 deltagere.
I 1983 blev løbet aflyst, da Carlsberg havde trukket Kalorius-øllen tilbage fra markedet. Det var dog ikke alle, der havde hørt om aflysningen, og Århus Stiftstidende skrev om 200 cykelryttere og 2 motorcykelbetjente, der var mødt forgæves op.